# Fontaneros de la Casa Blanca
Los Fontaneros de la Casa Blanca, a veces llamados simplemente los Fontaneros , el Proyecto Habitación 16, ODESSA o más oficialmente, la Unidad de Investigaciones Especiales de la Casa Blanca, era una Unidad de Investigaciones Especiales de la Casa Blanca encubierta, establecida una semana después de la publicación de los Papeles del Pentágono en junio de 1971, durante la presidencia de Richard Nixon. Su tarea era detener y/o responder a la filtración de información clasificada, como los Papeles del Pentágono, a los medios de comunicación. El trabajo de la unidad "disminuyó" después del fallido "asalto a Ellsberg ", pero algunos de sus antiguos agentes se diversificaron en actividades ilegales mientras aún trabajaban en la Casa Blanca junto con directivos del Comité para la Reelección del Presidente, incluido el allanamiento de Watergate y el consiguiente escándalo de Watergate. El grupo ha sido descrito como los " solucionadores " de Nixon.

## Nombre
El día de Acción de Gracias de 1971, David Young llegó a casa después de su trabajo en la Unidad de Investigación Especial, cuando su abuela le preguntó: "¿Qué haces en la Casa Blanca?", él respondió: "Estoy ayudando al presidente a detener algunas filtraciones", jugando deliberadamente con la filtración de información versus la filtración de agua. Ella exclamó: "¡Oh, eres fontanero!". Young, E. Howard Hunt y G. Gordon Liddy colocaron entonces un cartel en su oficina con el título "Los Fontaneros", pero fue retirado porque sus operaciones debían ser de alto secreto. Aún así, el nombre permaneció para el grupo.

## Miembros
Los Fontaneros llegaron a incluir varias figuras de Watergate, entre ellas Frank Sturgis. Hunt fue recomendado por Charles Colson y Liddy fue recomendado por Egil Krogh. Liddy acuñó su propio indicador de sensibilidad para el grupo: «ODESSA». ODESSA significaba " Organización de los efectivos de las SS" (Organization der ehemaligen SS-Angehörigen). Liddy definió la misión de la unidad como "eliminar la subversión de los secretos de la administración". Señaló los documentos oficiales del Plomero con el nombre.
El oficial de la Agencia Central de Inteligencia, John Paisley, trabajó con los Fontaneros a través de la Oficina de Seguridad de la CIA, de la cual fue miembro alguna vez el coordinador de seguridad de la campaña de Nixon y ladrón de Watergate, James McCord. El 9 de agosto de 1971, el memorándum de Young indica que se reunió con Paisley y el director de la OS, Howard Osborn, en el que Paisley proporcionó una lista de objetivos para la Unidad de Investigaciones Especiales.

## Operaciones
La primera tarea de los Fontaneros fue el robo en la oficina del psiquiatra de Daniel Ellsberg en Los Ángeles, Lewis J. Fielding, en un esfuerzo por descubrir pruebas para desacreditar a Ellsberg, quien había filtrado los Papeles del Pentágono. Según se informa, la operación no tuvo éxito en encontrar el expediente de Ellsberg, por lo que se informó a la Casa Blanca. Sin embargo, el propio Fielding declaró que el archivo estaba en su oficina; lo encontró en el suelo a la mañana siguiente del robo y, claramente, alguien lo había revisado.  En una conversación en septiembre de 1971, John Ehrlichman le aconsejó a Nixon: «Tuvimos una pequeña operación; fue abortada en Los Ángeles, y creo que es mejor que no lo sepas».  Finalmente, el caso contra Ellsberg fue desestimado debido a la mala conducta del gobierno.
Aparte del robo en Fielding, hay pocas otras actividades en las que se sabe que estuvieron involucrados los Fontaneros. Según se informa, Hunt investigó el incidente Ted Kennedy - Chappaquiddick, y Liddy informó sobre la presunta participación de la administración Kennedy en el asesinato del presidente de Vietnam del Sur, Ngo Dinh Diem. 
Después del allanamiento de California, Liddy, que era asesor general, miembro del comité de finanzas del Comité para la Reelección del Presidente (CRP) y había sido ascendido de asistente de Krogh y Young, trabajó con operaciones de inteligencia política de la campaña. Ehrlichman, el asistente del presidente para Asuntos Internos y la Unidad de Investigaciones Especiales, sabía del objetivo de Liddy de realizar una operación de recopilación de inteligencia para el CRP. Liddy involucró a Hunt en las operaciones que más tarde incluirían el robo de Watergate.